# Da Lench Mob
Da Lench Mob war eine US-amerikanische Hip-Hop-Gruppe, bestehend aus Shorty, J-Dee und T-Bone.

## Werdegang
Erstmals traten sie auf Ice Cubes Album AmeriKKKa’s Most Wanted auf. 1992 erschien ihr Debüt-Album Guerillas In Da Mist, das von Ice Cube produziert wurde. Das Album bestach durch sozialkritische Lieder und typischen Westcoast-Sound, wobei das gleichnamige Titel-Lied (vor allem wegen des Videos) „Guerillas In Da Mist“ zu größerer Bekanntheit gelangte. Da Lench Mob wurde des Öfteren wegen des Liedes „Buck Tha Devil“ kritisiert, das angeblich den Rassismus zwischen Schwarzen und Weißen förderte (wobei das „Devil“ engl. für Teufel, sich auf eine weiße Person bezog).
1993 wurde J-Dee wegen versuchten Mordes zu lebenslanger Haft verurteilt. Daraufhin beendete das Label die Zusammenarbeit mit dem Rapper. J-Dee wurde anschließend durch den Rapper Maulkie aus Oakland ersetzt.
1994 erschien Da Lench Mobs letztes Album Planet Of Da Apes. Die Band löste sich kurz nach der Veröffentlichung auf.

## Diskografie

### Alben
| Jahr | Titel                 | Höchstplatzierung, Gesamtwochen, AuszeichnungChartsChartplatzierungen (Jahr, Titel, Platzierungen, Wochen, Auszeichnungen, Anmerkungen) | Anmerkungen |
| Jahr | Titel                 | US | Anmerkungen |
| ---- | --------------------- | --- | ----------- |
| 1992 | Guerillas In Tha Mist | US4 Gold · (25 Wo.)US |             |
| 1994 | Planet Of Da Apes     | US81 (2 Wo.)US |             |

### Singles
| Jahr | Titel Album                             | Höchstplatzierung, Gesamtwochen, AuszeichnungChartsChartplatzierungen (Jahr, Titel, Album, Platzierungen, Wochen, Auszeichnungen, Anmerkungen) | Anmerkungen |
| Jahr | Titel Album                             | UK | Anmerkungen |
| ---- | --------------------------------------- | --- | ----------- |
| 1993 | Freedom Got An AK Guerillas In Tha Mist | UK51 (2 Wo.)UK |             |